# 甘巴县

甘巴是印度尼西亚廖内省的一个县级行政单位，根据2010年人口普查结果，甘巴县面积为11,289.28平方千米，拥有686,204人；2015年中期的人口普查显示，该县拥有793,005人，至2020年人口普查时该县人口已达841,332人。县治所在地为Bangkinang镇。
1. ↑  Badan Pusat Startistik, Jakarta, 2021.